# Neivamyrmex pauxillus
Neivamyrmex pauxillus es una especie de hormiga guerrera del género Neivamyrmex, subfamilia Dorylinae. 

## Distribución
Esta especie se encuentra en los Estados Unidos.